# Hexham

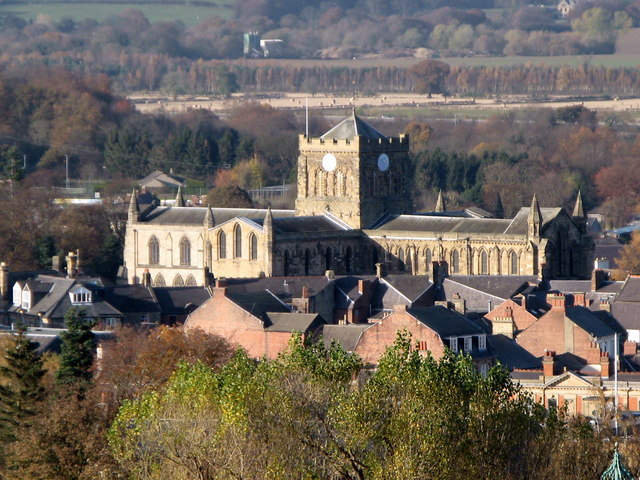
L'abadia de Hexham va ser fundada l'any 674, l'edifici actual data principalment entre 1170 i 1250.

Hexham fou una seu episcopal que va prendre el seu nom després de la ciutat comercial de Hexham a Northumberland, Anglaterra. El títol fou usat per primer cop pels anglosaxons als segles VII i IX, i després per l'Església Catòlica Romana des del segle xix.
La primera diòcesi de Lindisfarne es va fusionar amb la diòcesi de York l'any 664. L'any 678 la diòcesi de York fou dividida per Theodore, arquebisbe de Canterbury, formant un bisbat per al país entre els rius Aln i Tees, amb seu a Hexham. Aquest gradualment i erràticament es va fusionar de nou amb el bisbat de Lindisfarne. Onze bisbes de Hexham succeïren a Sant Eata, dels quals sis eren sants.
L'any 821 no es va nomenar cap successor, ja que la situació del país era massa inestable. Les devastacions daneses conduïren a un període de desordre després del qual el monestir de Hexham va ser reconstituït el 1113 com a priorat dels canonges d'Austin, que va florir fins a la seva dissolució durant el regnat d'Enric VIII d'Anglaterra. Mentrestant, el bisbat s'havia fusionat amb el de Lindisfarne, que més tard es va traslladar a Chester-le-Street el 883, i des d'allí a Durham el 995.

## Episcopologi
| Bisbes anglosaxons de Hexham                                                                                                   | Bisbes anglosaxons de Hexham | Bisbes anglosaxons de Hexham | Bisbes anglosaxons de Hexham                                                                  |
| Des de | Fins que                     | Titular                      | Notes                                                                                         |
| --- | ---------------------------- | ---------------------------- | --------------------------------------------------------------------------------------------- |
| 678 | c. 681                       | Sant Eata                    | Traslladat a Lindisfarne cap al 681.                                                          |
| 681 | 684                          | Trumbert                     | Destituït l'any 684.                                                                          |
| 684 | 685                          | Sant Cuthbert                | Elegit l'any 684. Traslladat a Lindisfarne l'any 685.                                         |
| 685 | 685 o 686                    | St. Eata (segon episcopat)   | Mort en el càrrec l'any 685 o 686.                                                            |
| 687 | 706                          | Sant Joan de Beverley        | Va esdevenir bisbe l'agost de 687. Traslladat a York l'any 706.                               |
| 706 | 709                          | Sant Wilfrid                 | Traslladat de Leicester l'any 706. Mort en el càrrec l'any 709.                               |
| 709 | 731                          | Sant Acca                    | Privat o expulsat el 731. Va morir el 20 d'octubre de 737 o 740.                              |
| 734 | 766                          | Sant Frithubeorht            | Va esdevenir bisbe el 8 de setembre de 734. Mort en el càrrec el 766.                         |
| 767 | 780 o 781                    | Sant Eahlmund                | Va esdevenir bisbe el 24 d'abril de 767. Va morir en el càrrec el 7 de setembre de 780 o 781. |
| 780 o 781 | 789                          | Tilbeorht                    | Va esdevenir bisbe el 2 d'octubre, possiblement l'any 780 o 781. Mort en el càrrec l'any 789. |
| 789 | 797                          | Æthelberht                   | Traslladat de Whithorn l'any 789. Va morir en el càrrec el 16 d'octubre de 797.               |
| 797 | 800                          | Heardred                     | Va esdevenir bisbe el 29 d'octubre de 797. Mort en el càrrec l'any 800.                       |
| 800 | 813                          | Eanbehrt                     | Mort en el càrrec l'any 813.                                                                  |
| 813 | 821                          | Tidfrith                     | Mort en el càrrec l'any 821.                                                                  |
| Després de la mort de l'últim bisbe de Hexham i d'un període de disturbis, la seu es va fusionar amb el bisbat de Lindisfarne. |                              |                              |                                                                                               |
| Font(s): |                              |                              |                                                                                               |